# Nicholas Culpeper
Nicholas Culpeper (18 octobre 1616 - 10 janvier 1654) est un botaniste, herboriste, médecin et astrologue anglais.